# Drumquin

Drumquin (en irlandais : Droim Caoin) est un petit village et un townland de 161 ha (398 acres) dans le Comté de Tyrone, en Irlande du Nord. 
La localité se trouve entre Omagh et Castlederg, sur les rives de la Drumquin River (Fairywater). Elle est située dans la paroisse civile de Longfield West et l'ancienne baronnie de Omagh West. Sa population se monte à 291 habitants au recensement de 2001.

## Histoire
Un  cercle de pierre néolithique, un puits sacré et la pierre du géant sur la montagne Dooish constituent les traces du passé préhistorique.
Les travaux du célèbre écrivain irlandais Benedict Kiely contiennent de nombreuses références au quartier de Drumquin, avec lequel il avait des liens familiaux du côté de sa mère. En 1802, la campagne autour de Drumquin a été décrite comme une scène continue de tristes montagnes. Cependant, le voyageur a fait remarquer que quarante ans auparavant, une riche mine de charbon avait été ouverte à Drumquin et un canal creusé pour transporter le charbon. Drumquin existe depuis 1211.
Sir John Davies a fondé le village en 1617. Il a construit Castle Curlews, appelé plus tard Castle Kirlish, dont les ruines sont encore visibles. Son agent était un homme appelé Bradley, dont l'un des membres de la famille a été responsable plus tard de la construction de la maison en pierre fine, une caractéristique du village d'aujourd'hui. Le château de Kirlish était relié au château de Castlederg par une chaussée droite, longue de 17 km. Des traces de cette chaussée pouvaient encore être observées en 1837.
Drumquin était également une ville-étape au XIXe siècle et au début du XXe siècle pour les autocars et les voyageurs qui se rendaient à Derry depuis Omagh et vice versa. Ce qui a permis au village de prospérer et d'accueillir un hôtel et plusieurs magasins. Felix Kearney a immortalisé la région avec des chansons comme "The Hills Above Drumquin". 
Le 26 août 1920, pendant la Guerre d'indépendance irlandaise, l'armée républicaine irlandaise (IRA) a attaqué la caserne de la Royal Irish Constabulary (RIC) à Drumquin. Un agent du RIC et un volontaire de l'IRA ont été tués.

## Géographie

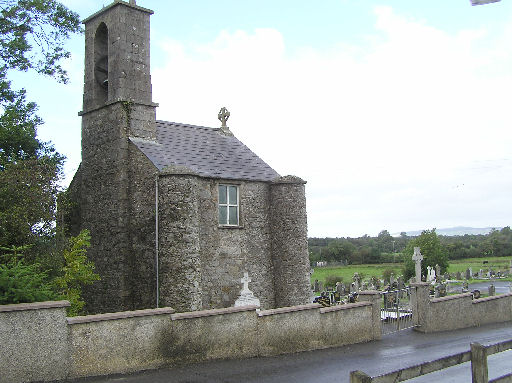
Le clocher de St Patrick's church, Drumquin.

La région est un mélange de terres fertiles qui s'accrochent aux rives de la Fairywater et de collines escarpées. Des forêts s'étendent au sud-ouest du village. Lough Bradan est situé à environ une douzaine de kilomètres (7 miles) du village. De nombreuses ruisseaux et deux rivières se rejoignent à la périphérie du village pour former la rivière Fairywater.
Le village est dominé par la montagne Dooish qui est le point culminant de la région. Près du village, les cascades de Sloughan Glen se précipitent dans un profond ravin. Au-delà de la ville de Bradan s'étendent des kilomètres de tourbières humides qui vont jusqu'à la frontière avec le comté de Fermanagh. Dans la vallée, la plaine s'élève de façon spectaculaire avant de redescendre dans la campagne de Fermanagh. La région est parsemée de plusieurs carrières, la plus grande d'entre elles se trouvant à plus de trois kilomètres à l'extérieur du village.

## Lieux et monuments
- Lough Bradan est à environ 12 km (7 miles) du village. C'est un lieu de pêche, régulièrement réempoissonné en truites. Des sentiers de promenade et des aires de pique-nique sont aménagés.

- Les cascades de Sloughan Glen se trouvent à environ 6 km (4 miles) du village. Le secteur bénéficie d'accès aménagés.

- Le monument de pierre de Dooish Mountain a été édifié pour marquer le passage à l'an 2000, le Millennium. Sa construction a duré du 14 septembre 1999 au 4 mai 2000. Il est accessible par des sentiers et on y bénéficie d'un point de vue sur le village.

## Sports
- Drumquin Wolfe Tones est le club local de la Gaelic Athletic Association (GAA). Il existe sous sa forme actuelle depuis 1968. D'autres clubs ont existé depuis les années 1930.
- Drumquin possède une équipe de football, Drumquin United, depuis 2007. Les U-13 ont gagné la finale en 4è division de ligue 4 en 2012.
- Drumquin accueille des épreuves du championnat du monde des rallyes, qualifications pour le rallye d'Irlande.

## Démographie

### XIXesiècle
Au XIXe siècle, la population n'a cessé de diminuer,.
| Année      | 1841 | 1851 | 1861 | 1871 | 1881 | 1891 |
| ---------- | ---- | ---- | ---- | ---- | ---- | ---- |
| Population | 352  | 316  | 354  | 247  | 221  | 218  |
| Foyers     | 71   | 61   | 75   | 51   | 51   | 52   |

### Recensement de 2011
Au recensement de 2011 :
- 71.3% des habitants se déclarent d'origine catholique et 27% protestants.

## Drumquin townland
Le townland est situé dans l'ancienne baronnie de Omagh West et la paroisse civile de Longfield West avec une superficie de 161 hectares (398 acres). La population du townland a toujours décru au XIXe siècle,.
| Année      | 1841 | 1851 | 1861 | 1871 | 1881 | 1891 |
| ---------- | ---- | ---- | ---- | ---- | ---- | ---- |
| Population | 91   | 100  | 70   | 78   | 72   | 56   |
| Foyers     | 22   | 17   | 13   | 16   | 16   | 13   |

Le village de Drumquin est en partie dans le townland du même nom et en partie dans le townland de Drumnaforbe, dans la paroisse civile de Longfield East. En 1891, le village était estimé d'une superficie de moins de 5 ha (12 acres).

## Jumelage
Le village est jumelé avec Pont-Remy.
 Pont-Remy (France) depuis 1999